# Jean-Pierre Papin
Jean-Pierre Papin (Boulogne-sur-Mer, 1963. november 5. –) francia labdarúgó-játékos,edző. Beceneve: Zsipepe ("JPP").

## Pályafutása

### Játékosként
A szülők korai válása következtében a nagymama nevelte és ő vitte le focizni. Nem üstökösként került az élre, hosszú utat járt be ahhoz, hogy nevét ismertté tegye a nemzetközi sportéletben. Kölyökként az AS Jeumont, majd a Trith-Saint-Ligér csapatában szerepelt. A labdarúgást művelő szakemberek szép lassan kezdték felismerni a fiatal csatár képességeit. Felnőttként az INF Vichy után (1984-1985) között a Valenciennesben, (1985-1986)-ban az FC Brugesben, majd (1986-1991) pályafutása igazi fordulatot vett, amikor az Olympique Marseille-hez igazolt és eredményesen rugdosta góljait. 1991-ben az olasz AC Milan egyesületéhez igazolt. Következő állomása az FC Bayern München együttese lett. Gyermekének súlyos betegsége miatt visszatér hazájába és az FC Girondins de Bordeaux egyesületben folytatja pályafutását.
Az  FC Bruges csapatával belga kupagyőztes, majd az  Olympique Marseille csapattal háromszoros francia bajnok (1989-1981), egyszeres kupagyőztes (1989). A legutóbbi négy szezonban Franciaország gólkirálya. Bajnokcsapatok Európa Kupája döntős (1991). A válogatottban 1986. február 26-án mutatkozott be Észak-Írország (0:0) ellen, s eddig 32 mérkőzésen 16 gólt szerzett.
Az ötvenes években Kopa, a hetvenes években Platini számított a francia labdarúgás büszkeségének, a nyolcvanas években Papinértlelkesedhettek a szurkolók.
Mexikóban rendezték a XIII., az 1986-os labdarúgó-világbajnokság döntő találkozóit, ahol a francia gárda - Franciaország–Belgium (4:2) - bronzérmet szerzett.
Játékos hitvallása: Nekem semmi más dolgom nincs a pályán, mint az, hogy rugdossam a gólokat.

### Edzőként
Olyan nagyobb csapatoknál volt edző egy-egy szezonon keresztül, mint például az RC Lens vagy az RC Strasbourg.2020 nyarán kinevezték a negyedosztályban szereplő FC Chartres labdarúgócsapatának vezetőedzőjének.

## Magánélete
A szülők Papin hat hónapos korában elváltak, s attól kezdve a nagymama nevelte. Egészen 11 éves koráig, amikor is az anyjának feléledtek a szülői érzések, s magához vette. Három esztendeig tartott az "anyakorszak", aztán a másik szülő vette szárnyai alá. A papa mellett is focizott. Édesapja, maga ugyancsak profi focista volt, a második ligáig vitte.  Zsepepével viszont nemigen tudott közös nevezőre jutni.

## Sikerei, díjai
1982-ben a World Soccer létrehozta az Év játékosa, az Év edzője az Év csapata díjakat. Először 2005-ben adták át az Év fiatal játékosa és az Év játékvezetője díjakat.
1991-ben  a World Soccer Magazine választása alapján az európai kontinens 27. aranylabdása. Raymond Kopa és Michel Platini után a harmadik francia játékos aki Aranylabdát kapott. Papin 141 pontot szerzett meg a lehetséges 145-ből, óriási fölénnyel nyert. Az év labdarúgója. Az Év labdarúgója szavazáson Lothar Matthäus mögött a második helyen végzett.
1990-1992 között a Bajnokcsapatok Európa-kupája háromszoros gólkirálya.
1992-ben a  Nemzetközi Labdarúgó-szövetség (FIFA) választása alapján, az év játékosa címért folytatott versenyben a 4. helyezést érte el.
2004. március 4-én, a FIFA megalapításának 100. évfordulójára rendezett londoni gálán hozta nyilvánosságra a szervezet a FIFA 100-as listát. Ezen a listán igyekeztek összegyűjteni a 100 legnagyobb élő labdarúgót.